# Easy (Camila Cabello)
Easy è un brano musicale della cantante statunitense Camila Cabello, pubblicato l'11 ottobre 2019 come secondo singolo promozionale dal secondo album in studio Romance.
Il brano è stato scritto dalla stessa cantante insieme a Justin Tranter, John Jill, Frank Dukes, Louis Bell, Carter Lang e Westen Weiss, ed è stato prodotto da questi ultimi quattro.

## Pubblicazione
Camila Cabello ha annunciato l'uscita della canzone sui suoi canali social il 9 ottobre 2019, due giorni prima della sua pubblicazione.

## Promozione
Camila Cabello ha cantato Easy insieme a Cry for Me nella puntata del 12 ottobre 2019 del Saturday Night Live.

## Tracce
1. Easy – 3:16

## Classifiche
| Classifica (2019) | Posizione massima |
| ----------------- | ----------------- |
| Australia         | 76                |
| Canada            | 82                |
| Grecia            | 63                |
| Irlanda           | 67                |
| Lituania          | 46                |
| Regno Unito       | 86                |
| Slovacchia        | 93                |
| Stati Uniti       | 110               |